# ブラックマトリクス
ブラックマトリクス（BLACK/MATRIX）は、フライト・プランが制作し、NECインターチャネルが販売を行うシミュレーションRPGのシリーズ、またはその1作目である。同社開発のサモンナイトシリーズに類似したゲーム性やシステムを持つが（発売はこちらが先）、同シリーズと比較した特徴として、登場人物の多くが背中に羽を持つことと、徹底してダークな世界観が挙げられる。
シリーズではあるものの、各作品の世界観は独立しており毎回設定が異なる。しかし、上記の特徴はシリーズを通して共通である。

## BLACK/MATRIX
BLACK/MATRIX（ブラックマトリクス）は1998年8月27日にセガサターン用ソフトとして発売された。キャラクターイラストはつちやきょうこが担当している。シナリオはビトウゴウ。
完全予約限定生産だったため基本的に一般に流通せず、知らずに予約しなかったために発売以降入手できない人が続出する事態となった。さらに独特なゲームシステム、シナリオなどがプレイヤーの心をつかみ、手放すプレイヤーが極端に少なかったため中古価格が当時としては異常なほど高騰する事態となった。
完全予約限定生産だったにもかかわらず、しばらくたってから内容は同じだがジャケット（説明書）のイラストを変えたバージョンが再発売された。これによりシリーズ化される事となった。
1999年9月30日にはドリームキャスト版BLACK/MATRIX AD（ブラックマトリクス アドヴァンスド）が、2000年2月14日にはPlayStation版BLACK/MATRIX+（ブラックマトリクス クロス）がそれぞれリメイクされた。それぞれ価格が2900円に引き下げられた廉価版も存在する。またPS版（クロス）はゲームアーカイブスでも配信されていたが、2010年12月24日をもって配信終了となった。既に購入済みのユーザーによる再ダウンロードはその後も可能。

### 概要
白き羽を持つ人々が黒き羽を持つ人々に支配され、「愛」や「自由」といった現実の世界では美徳とされていることが悪徳とされている、独特の世界観が特徴。白き羽を持つ主人公は、奴隷である自分を「愛」すると公言した（※七つの大罪を犯した）がために大罪人として連れ去られた「ご主人様（＝ヒロイン）」を取り戻すために戦うことになる。初代(SS版)以外は選ばなかったご主人様候補はストーリー中に登場し、仲間になったり場合によっては敵対したりする。
ゲーム開始時にご主人様として選べるのは様々なタイプの美少女5名のうちのいずれかであるが、裏技を使うことで伊藤健太郎演じるニヒルな美少年のご主人様が登場。主人公との同性愛関係に対してやおいを愛する女性ゲーマーからの注目を集めることになり、広く普及したPS版（クロス）は女性に高く支持された。

#### ドリームキャスト版
DC版はキャラクターデザインがそえたかずひろのものに変更されている。基本的に絵柄だけが変わっているが、サブキャラクターの中には容姿が完全に変化しており、ユニットと立ち絵、顔グラフィックが似ても似つかなくなっているキャラが存在する。ストーリーもSS版とは相違があり、特に終盤は大幅に加筆修正されている。イベントシーンはキャラの立ち絵が表示される形で展開し、演出としてアニメーションやビジュアルも盛り込まれている。また、エンディングが一種類だけだったSS版と違ってマルチエンディングとなり、あるエンディングの後にはハッピーエンド的なエピローグも存在する。

#### プレイステーション版
DC版のストーリーをベースとしているが、ゲーム画面や演出はSS版に近く、アニメーションではなくCGムービーが収録されている。そのため、DC版に比べるとストーリー上カットされたシーンもあり、PS版をプレイしただけでは全ての謎は明かされない。戦闘もポリゴンで表現している。PS版は全12章で構成されており、戦闘の勝敗やイベントシーンでの選択によってエンディングが変化する。イージー、ノーマル、アドバンスドの3段階から難易度の選択が可能になった。イベントシーンはSS版同様2Dキャラがマップ上に配置された状態で展開される。また、DC版にあったエピローグは存在しない（そこまでは描かれずに終わる）。キャラクターデザインは再びつちやきょうこのものになっている。
※キリスト教の聖書をモチーフとした世界観だが、この世界では善悪が逆転しており、「平等」「自由」「正義」「友情」「弱者」「人権」「愛」が七つの大罪とされている。逆に「驕り（傲慢）」「嫉妬」「憤怒」「怠惰」「強欲」「暴食」「欲情（色欲）」が七つの美徳とされている。また、「邪悪」と言う言葉に関しては現実世界とは反対の意味で使用されている。

### システム

#### 第一章
本格的にストーリーが始まるのは第二章からであり、第一章はご主人様とリハビリに励む内容となっている。具体的には、ご主人様の家で「掃除」「狩り」「洗濯」などのミニゲームをこなし、その成果に応じて主人公の初期パラメーターが変動する。中にはミニゲームの発生しないポイントもある。一つのコマンドを実行すると日が進み、3回日が進むと季節が変動する。町に出るとストーリーが進行し、第二章へと進む。自ら選択しなくとも、一年が過ぎると強制的に町に出る羽目になるため、期間は限られている。
DC版は特殊なシステムとなっており、自由に家の中や周りを探索することが出来る。一日毎にAPと言うポイントが設定されており、コマンドやミニゲームを行なうことで消費し、なくなると「寝る」以外の行動が取れなくなる。寝ると日が進むが、一季節が10日となっているため、最大で40日過ごすことになる。さらに、ある条件を満たすとストーリー進行を保留にして翌年に突入することが可能。あちこちにイベントやアイテムが点在しており、それらを発見し、イベントを起こしたりアイテムを使用したりすることでパラメーターを変動させる事になる。パラメータが上がるかどうかは内部データで判定されているので、単純にどのミニゲームをやればどのパラメータが上がると言った判り易いものではない。アイテムは特定の場所で使用したり、自分で食べたり、ご主人様にプレゼントしたりすることが可能。

#### 戦闘
戦闘の画面やシステムはサモンナイトに近い。本作オリジナルの要素としては、HPが0になったキャラはその場に倒れるが消滅はしない。アイテムや魔法で回復可能。しかし倒れている状態で攻撃を受けると死滅して白骨化してしまい、復活させることが出来なくなる（メインキャラは撤退扱い）。サブキャラクターが死滅した場合は死亡扱いになり、以降のストーリーにも登場しなくなる。
戦闘前には、新聞の切り抜きで作られた脅迫状のような画面で戦闘のタイトルと勝利条件が表示される。提示された勝利条件を満たせば勝利となる。勝利条件の多くが「敵の全撃退」だが、基本的に敵リーダーを死滅か撤退させれば勝利となることが多く、それがイベント発生の条件となっている場合もある。味方が全滅するとゲームオーバー。
魔法や潜在能力（特殊技）を使うためには血液が必要であり、BP(Blood Point)として表示される。BPは敵を武器攻撃で戦闘不能にした際に得ることが出来る。魔法などで倒した場合は死滅させた時に入手可能。なお、BPは戦闘前に予め武器に注入しておく必要があり、戦闘中に補充する場合は行動力を多く消費する。

#### 儀式
戦闘前のメニュー画面ではBPを使って「儀式」を行なうことが出来る。儀式には「剣血」と「凝血」がある。「剣血」は武器に秘められた「潜在能力」を引き出すものであり、BPを消費することでその武器の潜在能力を使用可能とする。ただし、武器には複数の潜在能力があり、覚醒させても一度に使用可能なのは一種類だけである。変更すると他の潜在能力は使用不可となるため、その都度設定しなければならない。「凝血」は全ての潜在能力を覚醒させた武器にのみ可能。武器のパラメーターを上昇させるが、以降はその武器の潜在能力を変更することが出来なくなる。

#### 自由行動
主人公を操作して町などを探索する状態。住民と会話したりショップで買い物を行なったりすることが出来る。マップ上に出口はないので、ストーリーを進めるにはメニューから「出る」を選択する必要がある。また、町中にはフードを被った人物や悪魔の鎧装備者などの怪しい人物が存在し、話し掛けると自由戦闘（フリーバトル）に突入する。自由戦闘はリーダーを倒せば勝利となるが、敵総数の4分の1を倒せば戦利品を獲得したまま撤退することが出来る。なお、リーダー以外は経験値を持たない上に獲得BPも僅かである。

#### 鎧
ゲーム中には「大邪神の鎧」と「悪魔の鎧」と呼ばれる防具が存在する。これらは装備すると二度と外せない代わりに能力を上昇させることが出来る。「大邪神の鎧」は主人公達メインキャラがストーリー中に必ず入手、装備する。「悪魔の鎧」はサブキャラクターに任意に装備可能だが、一度装備すれば当然外せない上にそのキャラのグラフィックが装備者固定のものに変化してしまう。
また、これら鎧の装備者は「鎧召喚」というコマンドが実行可能になる。鎧に秘められた力を解放することで敵に大ダメージを与えることが出来る。ただし、発動には大量のBPと周囲の仲間達の行動力を消費する。

### キャラクター

#### ご主人様
本作のヒロイン候補。七つの大罪「愛」を象徴する。6人全員が教皇とメフィストの間に生まれた子であり、世界に散らばってそれぞれの人生を歩んでいた。ゲーム開始時にこの中からご主人様を一人選択する。黒い羽の人間でありながら、白い羽の人間（奴隷）である主人公を愛してしまったため、異端審問官に連れ去られてしまう。ご主人様を助け出すことが主人公の目的となる。展開次第では最終局面で大邪神「ガブリエル」の鎧を纏い、仲間になる。崩壊後の世界にて新たなイヴ（ゼロの場合はもう一人のアダム）となった。
SS版では選択したご主人様以外は一切登場しないが、DC・PS版ではストーリー中でサブキャラとして登場し、仲間になったり敵対してきたりする。DC版では仲間にしたご主人様候補は、最後まで生存させればエピローグにも台詞付きで登場する。
ドミナ
声：日髙のり子
お嬢様風のご主人様。慈愛に満ちた性格で、この世界の「ご主人様」の言葉は到底似つかわしくない正統派少女である。DC版ではやや活発な一面も見せる。選択しなかった場合は条件を満たした場合にケデロンの村の医者として登場し、仲間になる。そのため、ご主人様として選んだ場合の私服と選ばなかった場合のナース服の2パターンが存在する。
クレージュ
声：嶋方淳子
ボーイッシュなご主人様。いわゆるボクっ娘。選択しなかった場合は悪魔の鎧を纏った邪道騎士として主人公と対峙する（ルピルピ同様、悪魔の鎧装備者としては独自のグラフィックを持つ）。特定の条件を満たすと仲間になるが、最初は男装して「オスカー」と名乗っている。
プリカ
声：かないみか
最年少のご主人様。アベルを「お兄ちゃん」と呼ぶ。しっかりした性格で、大人びた口調で強がることもある。選択しなかった場合は肉屋の動物を逃がした罪で投獄された状態で登場し、解放すると仲間になる。プラハを仲間にした場合は登場しない。「動物を殺すのは可哀想」という理由で動物を逃がしていたが、実はハンバーグは好きらしい。
プラハ
声：山崎和佳奈
姉御肌のご主人様。口調はキツいが、本当は優しい（この世界で言うと「邪悪な」）性格。選択しなかった場合はゴルゴダの監獄の獄長として登場。アベルのご主人様の姉を自称するが、その理由は前述の通り。第二章のボスでもあるが、ある条件を満たすと仲間になる。ただし、その場合はプリカを仲間に出来ない。
ミシェット
声：宮村優子
わがままなご主人様。派手な化粧をしており肌身離さずぬいぐるみを持ち歩く寂しがり屋。選択しなかった場合はケデロンの村に登場。アベルをカイン君と呼び、選択肢で仲間になるか敵対するかが分かれる（ここの選択次第ではゲームオーバーにすらなり得る）。日記は全て平仮名で、子供が書いたような内容である。不可解な言動も多いが頭は良い。
ゼロ
声：伊藤健太郎
唯一の男性ご主人様。隠しコマンドを入力した場合のみ選択可能。選択しなかった場合はパンデモニウムの街に登場。黒き羽でありながら闘技場で戦い続けている。クレージュがパーティにいれば仲間にすることが可能。男女はそれぞれ果たす役割が異なり、互いの領分を越えるべきではないと考えている。

#### 大邪神の鎧を纏う大罪人
アベル
声：神谷浩史（DC版アニメシーンのみ）
本作の主人公。七つの大罪「平等」を象徴する。ある事故に遭遇して重傷を負い、記憶も失った状態でご主人様の家で目が覚める。意識が戻った彼の前には黒い羽の女性がいた。彼女の介抱を受けながら幸福な日々を送るアベル。その後、ご主人様とリハビリに励んでいたが、２人が関係を築くことは、この世界では禁じられているものであり、罪に触れたことになる。ご主人様は連れ去られ、自身も投獄されてしまう。しかし牢獄内で謎の力が発動し、ピリポの黒い羽を白い羽に変異させる。それを切っ掛けにレブロブス達と共に脱獄。ご主人様を助け出すために旅に出る。ストーリー中は基本的に台詞はないが、一部の音声のない場面やエンディング、DC版のアニメなどで喋ることもある。
大邪神「メタトロン」の鎧を身に纏う。大邪神の鎧の着用には羽を捨てる必要があったため、一瞬躊躇するが、自分のために危険を顧みず愛を説いたご主人様を思い出し、決意を固める。
幼き日にサタン（メフィスト）の心臓を移植されており、次世代の神の資格を持っている。最終局面において、大天使として覚醒した仲間達と戦い、勝利。崩壊した世界にて、唯一生き残ったご主人様と共に新たな世界を作っていく。DC版のエピローグでは、直後に戻ってきた仲間達と再会を果たした。
レブロブス
声：堀秀行
牢獄で出会う屈強な男。七つの大罪「自由」を象徴する。通称・レブ。嘗てはパンデモニウムの街の暴れん坊であり、物心付く頃から闘技場で剣闘士として戦わされていた。自由になるために主人を殺したが逮捕され、その際に「自由」を口にしてしまったために七つの大罪を犯した大罪人として投獄されていた。アベルの力を試そうと戦いを挑んで来るも、共に脱獄し、以降はアベルに協力する。
大邪神「ウリエル」の鎧を身に纏う。
ガイウス
声：塩沢兼人
牢獄で出会った男。七つの大罪「正義」を象徴する。元義賊であり、「疾風のガイ」の異名を持つ。200人以上の権力者を殺してはその財産を貧しい者達に与えていた。この世界では「殺し」は、見付かりさえしなければ黒き羽の者達が日常的にやっていることなので、自分の行為を恥じたことは一度もないという。アベルと共に脱獄し、その旅に同行する。
父親は死刑執行人であり、白き羽の罪人ばかり処刑させられていた。そのために子供だったガイ自身も他の白き羽の者達から恨みを買い、苛めを受けていた。そのため、本当の正義を求めるようになった。
大邪神「ミカエル」の鎧を身に纏う。最終決戦では仲間達共々、大天使に覚醒。新世界創造の最後の試練としてアベルと対決する。敗北後はルピルピを密かに想っていた事を明かし、消滅した。その後、エピローグにて仲間達と共にアベルの元へ戻ってくる。
本作のミニゲーム「狩り」や『ブラックマトリクス00』のミニゲーム「チラシ配り」にも登場し、高速回転しながら現れる。
ピリポ
声：結城比呂
牢獄の看守だが、いつも苛められている黒き羽の少年。七つの大罪「弱者」を象徴する。身体も弱く、気も小さい。だが、何かに縋ったりしない芯の強さを持っている。この世界は弱肉強食が摂理であるため、「弱者」は存在自体が罪とされる。彼は裕福な家で育ったため、「弱者」とされることはなかったものの、父親によって牢獄の看守にさせられていた。本人は厄介払いにされたのだと思っている。アベルの力で白い羽に変異し、健康な体になり、以降はアベルと行動を共にする。「弱者」であると同時に、「勇気」も象徴する戦士へと成長していく。
大邪神「サリエル」の鎧を身に纏う。
ヨハネ
声：青野武
牢屋にいた謎の老人。七つの大罪「人権」を象徴する。リベイラの街の神殿で大神官を務めていたが、権力争いに破れて投獄されていた。この世界では神官は角が生えていて、魔法を駆使することが出来る。その角はかつての神話に登場する天使達の子孫の証明であると、畏怖の対象となっており、囚人であるにもかかわらず看守には「やんごとなきお方」と呼ばれている。
大邪神の鎧を研究しており、当初はアベルが鎧に選ばれし者か確かめようとして旅に同行していた（悪く言えば実験台にしようとした）。パーティ内では知恵袋として活躍する。
その正体は大邪神「ラファエル」本人である。世界の全てを洗い流すゴッドの計画に反発し、ノアに方舟の作り方を教えた。そして創世記戦争には参戦せず、当時を知る者として一度も転生せずに永き時を生きていた（最終決戦では「150億年も生きている」と語っている）。
本来創世記戦争には参戦していないためラファエルの大邪神の鎧は存在しないが、ラファエル自身であるヨハネが着る鎧が大邪神の鎧となるため、ルピルピが遺した悪魔の鎧を自らの鎧に選んだ。
ルピルピ
声：井上喜久子
悪魔の鎧を身に着けた邪道騎士だが、明るく活発な少女。ヨハネのことを「お師匠様」と呼んでいる。いつも日記を付けているが、実は復讐日記である。
アベル達が大邪神の鎧を求めてリベイラの街を訪れた際、一時は彼等を敵と見做して襲い掛かる。アベル達にヨハネが同行している事を知ると仲間になり、以降はパーティーのムードメーカーとなる。しかし悪魔の鎧に血を吸われ続けている為、日に日に衰弱していき、最期は命と引き換えにヨハネ達を救う。その鎧はヨハネへと受け継がれた。エピローグでは生き返っている。
マルコ
声：折笠愛
最初に大邪神の鎧を着た少年で、「奇跡の少年」と呼ばれている。七つの大罪「友情」を象徴する。元々は無個性で目立たない奴隷だったが、セラフィムと友達になったことで心を開いていった。セラフィムが大邪神の鎧を着て死亡した際にその鎧を受け継いだ。白き羽解放革命戦線というレジスタンスに所属している。
大邪神「ラグエル」の鎧を身に纏う。

#### アンゲルス教団
教皇
声：中谷ゆみ
アンゲルス教団の頂点に立つ人物で、この世界を支配する者。サタンの言葉を伝える人物として畏怖の対象となっている。その正体はかつてメフィストによって知恵を与えられたサル（羽を持たない人間）の最後の生き残りである。かつてメフィストの行為に怒ったゴッドによって大洪水が起こされた際に、人間のノアがラファエルから教えられた通りに方舟を造り、動物達を生き延びさせた。そのノアの娘・ヤペテこそが教皇である。
アベルらを利用して己が目的を果たそうとしていたが、レブロブス達によって倒されたユダら大天使の鎧を纏った神官達に体を乗っ取られてしまう。アベル達に敗れるが、ご主人様に大邪神の鎧を着せたことで創造神の意思を実行する。その後、柱の下敷きになって死亡（DC版アニメシーン）。
ルカ
声：永島由子
異端審問会を率いる女。教団内でも教皇に謁見出来る唯一の人物である。関西弁のような口調で話し、アベルを「ダーリン」と呼ぶ。
その正体は大天使リリスが転生したものである。しかし全ての記憶を持っている訳ではなく、教皇の正体や目的についても知らなかった。
最終決戦にて、教皇を乗っ取った神官達の攻撃からアベルを庇って死亡。しかし同時にリリスとしての記憶を取り戻し、創造神の意思を実行する。エピローグでは仲間達に混ざって復活していた。
ユダ
声：難波圭一
リベイラの街の神官。七つの美徳「嫉妬」を象徴する。かつてはヨハネの弟子だったが、最初から心の中では嫉妬しており、ヨハネを追放した現在では好き放題の限りを尽くしている。オネエ口調で話すニューハーフであり、女装させた愛人達（男）でハーレムを築いている。
大天使「ベルゼブブ」の鎧を身に纏う。
マモン
声：池水通洋
強欲の町パンデモニウムの領主。七つの美徳「強欲」を象徴する。金こそが全てと考えており、金の力に任せた傭兵達でアベルらを迎え撃つ。
大天使「ベヒーモス」の鎧を身に纏う。
バアル
声：江原正士
暴食の町カナンの領主。七つの美徳「暴食」を象徴する。住民に食糧を配っていたり奴隷を保護したりなど、慈善的な人物のようであるが、その実態は人間を食材にしたり、嘘でアベル達を嵌めようとするなど悪人である。最初に現れる紳士的な姿はコウモリで作ったニセモノであり、真の姿は肥満した吸血鬼である。
大天使「モーロック」の鎧を身に纏う。
ケルビム
声：曽我部和恭
黒き羽でありながら白き羽解放革命戦線を率いる人物。七つの美徳「憤怒」を象徴する。セラフィムの父であり、マルコにも実の息子のように接している。その正体は教団に所属する大神官であり、レジスタンスを率いていたのも息子の死の原因であるマルコに復讐するためであった。
大天使「アラストル」の鎧を身に纏う。
アスタルテ
声：三田ゆう子
欲情の町ベギルドの領主。七つの美徳「欲情」を象徴する。当初はアベル達に友好的に接するも、後に教団側として大天使の鎧を身に纏い、敵対する。しかしアベル達に完全に否定的な考え方を持っていた訳ではなかった。
大天使「ベルフェゴール」の鎧を身に纏う。

#### その他
パルタ
声：結城比呂
ピリポの弟。ピリポよりも体力があり運動神経も良かったので、弱い兄を嫌っていた。そして力を求めるあまり、マモンの甘言に乗ってサリエルの鎧を着てしまう。最期は抵抗したためにマモンに殺害される。死に際に、「自分が弱い現実から逃げない兄こそが本当に強い」と気付いていたとピリポに打ち明け、鎧はピリポに受け継がれる。
セラフィム
声：中井和哉
ケルビムの息子で、マルコの親友。黒き羽でありながら奴隷のマルコと友達になり、レジスタンスを組織していた。しかしグザファンがマルコを陥れるべく大邪神の鎧を持ち出した際、罪に問われたマルコを庇って大邪神の鎧を装備して死亡。
グザファン
声：風間信彦
レジスタンスを強襲した黒き羽の男。セラフィムの友人であり、マルコを恨んでいる。アベルらに敗れ、落ちて来た瓦礫からマルコに救われても最後まで改心した様子は見せなかった。しかしその後、考えを改めてレジスタンスを率いるようになる。
モーゼ
声：阪脩
謎の邪道騎士。アベル達の力を試すべくさまざまな相手と戦わせる。「白きコウモリの羽」を持って生まれたが、神官であった父によって黒く塗り潰され、教団でも高い地位まで上り詰めた。そこで知恵を司る悪魔の鎧を手に入れたため、全てを知ることになる。アベル達をバベルの塔まで導き、力尽きた。
ファウスト
アベルの行く先々に現れる謎の邪道騎士。メフィストとの契約によって不死となった羽のない人間の生き残り。桁外れのレベルを誇り、正攻法ではとても相手にならない強さを持つ為、倒すには相応の戦術が必要である。
PS版では終盤に一度だけ登場。特に強いわけでもない普通のボスであり、正体不明の謎の存在でしかない。
『ブラックマトリクス2』にも隠しボスとして登場する。
カイン
アベルの兄。サタンの生贄の候補であり、本人もそれを渇望していたが、結局生贄はアベルに決定。腹いせにアベルを殺そうとするが、逆に刺されて死亡する。
これらはDC版のアニメシーンで語られる事実であり、PS版では彼については最後まで謎のままである。
メフィストフェレス
創世記戦争にて大悪神ゴッドを倒した偉大なる大天使として崇拝される存在。その正体は大邪神メタトロンの別名であり、大善神サタンと同一人物である。かつてサルに知恵を与え、人間へと進化させたがその行為がゴッドの怒りに触れ、地上は洗い流された。そのため、大天使達を率いてゴッドに反旗を翻した。現在では教皇の肩に噛み付いたままミイラ化している。

## BLACK/MATRIX 2
BLACK/MATRIX 2（ブラックマトリクス 2）は2002年3月28日にPlayStation 2用ソフトとして発売された。その後2003年7月24日に価格を2900円に引き下げた廉価版が発売されている。
キャラクターイラストは前作に引き続きつちやきょうこが担当している。シナリオはシナリオ工房 月光が手掛けている。前作のように最初にヒロインを選ぶといったことはせず、シナリオの途中で4人のヒロイン+αのルートに分岐する、いわゆるギャルゲー的な側面を持つ。それぞれのルートに専用のエンディングが用意されており、中にはバッドエンドも存在する。戦闘画面は3Dとなっており、より臨場感のある戦闘が繰り広げられる。クリア後も、武器熟練度とアイテムを引き継げるので、繰り返しプレイ可能となっている。
一方でキャラクターボイスは前作がフルボイスだったのに対し、今作は各章の始めの主人公のモノローグのみである。また、CGムービーやアニメーションは一切収録されていない。ストーリーも短めであり、「悪魔軍を率いて人間や天使と戦う」と言う形で、前作よりは単純明快な構成となっている。

### ストーリー
白き羽と黒き羽を持つ者。そして人間の3者がそれぞれの領域で暮らす世界。その勢力の拮抗は、人間が魔界に侵攻し、魔王を打ち倒したことにより破られた。強力な魔力の源となる魔王を失い、黒き羽の者たちは追いつめられていた。そんなとき、魔王と共に倒れたはずの１人の男が復活する。

### 世界観
魔王が治める悪魔の世界「魔界」。人間達の生きる「人界」。そして大天使長が統治する天使の世界「天界」。この三つの世界は互いに干渉することもなく独自の社会を築いていた。そしてこれらの世界を行き来するためには特殊な装置が必要となる。

### システム

#### 戦闘
基本的なシステムは前作と同様であるが鎧召喚と儀式は廃止されている。また、従来通りのターン性ではなく、敏捷性が高い者から順番に行動するようになっている。ただし、複数の味方に連続して行動順が回っている場合は任意の順番で行動させることが出来る。戦闘では相手に攻撃を加える方向によって与えるダメージが変化する。正面よりも側面や後方からの攻撃の時には与えるダメージも高くなる。
戦闘不能状態で攻撃されると白骨化する点も前作と同じだが、状態名が「死滅」から「死亡」に変更された。また、味方ユニットは白骨化（死亡）することはなく、撤退扱いになる。ただし、正式にパーティ加入していないキャラ（いわゆるゲストユニット）の場合は例外で、他にも場合によっては特定の仲間の生死がストーリーに影響することもある。

#### スキル
今作では前作のようにキャラ毎に装備出来る武器が決まっているのではなく、例えば主人公のレイジなら初期状態でスキル「護剣術」を取得しているのでショートソード系の武器が装備可能、と言った具合に、習得しているスキルに応じて装備可能な武器が決まる。また、武器毎に必要STRが設定されており、装備者のSTRがそれ以上でなければ装備は出来ない。初期装備のスキル以外はそのキャラが最初に参加した戦闘の終了時に、リスト内で習得済みのスキルに隣接しているスキルを一つ習得する仕組みになっている。従って、スキルを多く習得するには周回プレイを重ねる必要がある。
武器を使い込むとその武器のスキルのレベルが上昇していく。最初は「スタンダード武器」しか装備出来ないが、スキルレベルが一定以上になると「アドヴァンスト武器」と言う、強力な武器が装備可能になる。スキルレベルを最大まで上げると、そのスキルの武器の装備制限が解除され、STRが規定値に達していない武器も装備可能になり、更に消費BPも半減する。ただし、スキルレベルは敵も同様に上昇していく。

### キャラクター

#### 悪魔
レイジ（声：神谷浩史）
主人公。魔界を統べる魔王の弟であり、魔王を凌ぐ最強の力を持つ。四天王の一人であり「ジェネラル・テンペスト」の異名を持つ。人間の魔界侵攻の際に魔王共々倒されるが、決して滅びない魔王の種族であるため復活（魔王の血族に死はないため）をはたした。しかし彼は全ての記憶を失っていた。基本的に正義感が強く、思いやりもある性格。
記憶を失う前は典型的な悪魔のイメージに近い冷酷な性格であり、また、実の姉に想いを抱いていた。記憶を失った後も姉に対する想いは微かに残っている。いわゆるシスコン。
ギルヴァイス
レイジの幼なじみ。世界情勢などの情報に精通し、レイジの参謀として活躍する。口調は軽く、チームのムードメーカー的な存在。愛称は「ギル」。
あるルートではレイジを愛していることが判明（同性愛者ではなく、「レイジ」を愛している）。しかし彼と幸せな結末を迎えることは出来ない。レイジが他のヒロインと結ばれても嫉妬の感情など微塵も見せず、祝福する。
ヴィディア
ヒロインの一人。大剣を振り回し、最前線で戦う女戦士。「キリングダスト」と呼ばれる。レイジの部下であり、幼なじみ。レイジの姉に対する思いを知りながらも、彼に対して淡い恋心を抱いている。ギル曰く「暴力女」。好戦的ではあるが内面は純情な乙女である。レイジが死んだ時を思い出すため、雷が苦手。
彼女のルートで進めると生死が分かれるイベントが発生。難易度は高いが、ハッピーエンドを迎えるためには救出に成功しなければならない。
ディール
ギルの部下の少女。諜報員として活躍する。礼儀正しい性格で、ギルを慕っている様子。あるイベントのみ一人称が「ボク」になる。彼女とフィリスは序盤からの登場だが、ユニットは常に最後尾に配置されており、ストーリー中の出番も数える程である。それでもフィリスよりは幾分出番も台詞もある。
フィリス
ディールと同じくギルの部下で、主に諜報活動を行なう。快活な性格のようだが、劇中ではディール以上に出番が少ないので判断が難しい。元は平凡な一人の悪魔であったらしい。
ディールとフィリスは本編中の出番は極めて少ないものの、あるエンディングには登場している。
ジーナローズ
魔界を統べる魔王であり、すべての魔族たちの魔力の源だった。レイジの姉。人間軍の魔界侵攻時に命を落とす。悪魔達の長でありながら慈愛にあふれており、人間を愛している。しかしその人間に愛されないが故に心を閉ざし、未だ復活を遂げていない。 悪魔達は魔王から力を供給されているため、彼女が死んだ状態では本来の力を発揮出来ない。
ヒロインの一人であるが、彼女のルートにグッドエンドは存在しない。余談だが、ノーマルエンディング時には名前を「エイサス」と誤記されている。
パージュ
魔界四天王の一人。近づくものすべての力を絞り取るスクイーズの力の持ち主。魔王が復活していないためにスクィーズの力を失っているが、その御蔭で人に近付くことが出来るようになり、人間の子供であるアンジェラを可愛がっている。
アンジェラを救出すれば仲間になるが、見捨てた場合はレイジと敵対することになる。
ユーニ
四天王の一人で、少女と見間違えるほどの美少年。その外見とは裏腹に、四天王最強とも言える戦闘力を持つ。楽しそうに羽根をもぎ取るため、フェザサイドと呼ばれて恐れられる（実際はスピードタイプで、力は弱い）。綺麗な羽根は天使、悪魔問わずもぎ取り、コレクションにする。レイジとギルの羽根は綺麗らしく、狙っている。ちなみにヴィディアの羽根は綺麗じゃないのでいらないらしい。
ブラックマトリクス00のミニゲームにもゲスト出演している。チラシを渡すと「邪魔だよ」と言って破り捨ててしまう。
フォレスター
魔界四天王の一人で、魔界一とも言われる頭脳の持ち主。しかし、自分の造るオートマータと言う機械人形以外には興味を持たないマッドサイエンティスト。ランガーに力を与えた張本人でもある。

#### 人間
リディエール
ヒロインの一人。人間軍の神聖騎士団の指揮官。悪魔を憎んでおり、全ての悪魔を滅ぼすために戦いに身を投じた。その容姿はジーナローズに似ている。心を許した相手には「リィ」と呼ばせる。
ランガー
人間でありながら、ある理由により悪魔や天使と同等の力を持つ。沈着冷静。大天使長メルディエズに娘を殺されたため、天使に復讐するために魔界にやってきた。リディエールとは顔見知り。寡黙な性格の無骨な大男だが、アンジェラの子守をしたり、パージュに親子の在り方について説いたりと優しい一面を持っている。
彼が仲間に居る状態でパージュの仲間加入イベントを発生させると、アンジェラを勝手に助けに行ってしまう。
アンジェラ
言葉をいっさい口にしない人間の子供。森をさまよっているところをパージュに拾われ、共に暮らしている。彼女を守るためにパージュは再び戦う決意をする。
ブラックマトリクス00のミニゲームにもゲスト出演しており、その際は普通に言葉を発している。チラシを渡しても「いらな〜い」と言って紙飛行機にして飛ばしてしまう。

#### 天使
エルラザク
天使軍の指揮官。その力は、本調子のレイジと互角と言われている。理性的でクールだが、妹のこととなると冷静さを失う。
サファエル
ヒロインの一人。エルラザクの妹。この世界の天使には珍しく慈愛に満ち溢れ、悪魔に対しても種族を問わずに傷の手当てをしている。本作で唯一仲間になる天使である。
彼女のルート以外ではエルラザク撃破時に「兄の墓標になる」と言ってパーティから外れてしまう。
メルディエズ
四枚の羽根を持つ大天使長。どのルートでも戦う最終ボス。人間を唆して魔界を侵攻させた張本人であり、神の降臨に備え、全ての生命の抹殺を目論む。
羽根を展開している状態では魔法でしかダメージを与えることは出来ない。

#### その他
ファウスト
隠しボス。ある条件を満たすことで正体を現す。倒すためには特殊な手順を踏む必要があり、その戦闘力もメルディエズを軽く凌ぐほど。戦闘時とその前後のBGMは前作のものである。

## BLACK/MATRIX ZERO
BLACK/MATRIX ZERO（ブラックマトリクス ゼロ）は2002年8月30日にゲームボーイアドバンス用ソフトとして発売された。
キャラクターイラストの担当は高野裕紀に変更された。

## BLACK/MATRIX OO
BLACK/MATRIX OO（ブラックマトリクス ダブルオー）は2004年5月13日にPlayStation用ソフトとして発売された。日本のPlayStationで発売のソフトでは最後の新作ゲームとなった。シナリオは後に『ドラゴンシャドウスペル』を手掛ける鈴木明日香。ゲームアーカイブスで配信されていたが、『ブラックマトリクスクロス』と同様に2010年12月24日で配信終了となった。
基本的にはBLACK/MATRIX ZEROのリメイクだが、設定やストーリーなどがアレンジされている。開発者曰く「ZEROは劇場版、ダブルオーはTV版といった棲み分けで考えています。ただの移植ではなく、それぞれに違う楽しみを設けています」とのこと。エンディングも複数に分岐し、通常ストーリーだけで4パターンが存在、加えて2周目専用スペシャルエンディング（ハッピーエンド）もある。また、ミニゲームも多数収録されており、それ専用エンディングも存在する。本編の流れから考えれば冗談のような内容だが、開発者曰く「ミニゲームのエンディングも、あり得る世界ではあるんです」。ななど、ミニゲームにはガイウスやアンジェラなど、過去作品の登場人物がゲスト出演している。
本作は、シナリオのサイドストーリーとして、フロンティアワークスよりドラマCD「ブラックマトリクス ダブルオー〜慟哭の爪痕〜前・後編」が発売されている。こちらも、シナリオ、キャラクターデザイン、監修までをゲーム開発スタッフが自ら行っている。
キャラクターイラストはBLACK/MATRIX ZEROと同じ高野裕紀が担当している。

### キャラクター

#### キボートス島
カイン（声：白石涼子）
主人公。辺境の島キボートスに住む少年。性格は温厚で剣を振るうより昼寝をする方が好き。マティアが教団に連れ去られたことがきっかけで旅に出る。人間ながら、背中に白羽根を持つ。
マティア（声：鎌田梢）
カインの幼なじみの特殊な能力を持った「インセスト」の少女。その能力に目をつけた教団によって大陸に連行される。
ヨハネ（声：井上和彦）
キボートス島に住む、灰色の翼を持つ「規格外」の天使。いつも仮面をつけていて同居人のカインすらその素顔を見たことはない。自宅の研究施設内にて、病におかされた謎の天使メフィストの治療を行っている。
ニコ（声：大村香奈子）
キボートスの臆病な少年。流行病で両親を亡くし、フリエ神父に引き取られる。カインをひどく恐れているが、マティアとは仲が良い。
フリエ神父（声：掛川裕彦）
教団の模範的信者でニコの保護者的存在。事を荒立てないよう、カインとマティアの最後の別れをセッティングする等、情に厚い一面も。カインの能力覚醒によって死亡。

#### プロデヴォン教団

##### 天使十審将
レッド・ムフロン（声：稲田徹）
力天使。天使には珍しく、体育会系の天使。肉体派で魔法よりも接近戦で戦うタイプ。副官であるグリシナに好意を寄せている。
グリシナの顔に傷をつけたカインに対し激しい憎悪を抱いている。
ルビエル・ビッグホーン（声：新千恵子）
法天使。強かな性格。秩序を司る法の番人。異端者取締り等を任務としていて、その権限はかなり大きい。身分の低いものや「規格外」の天使も能力に応じて登用すべきと言う能力至上主義者。副官であるリプサリスのことを娘のようにかわいがっている。
ホワイトフェイス（声：青野武）
智天使。良家の生まれだが、庶子であるため家名を持たない叩き上げの天使。見た目どおり非常に腹黒く、謀略に長けている。また、「規格外」を蔑んでいる。
ペレンデール家当主セイルズ（ベイル、シリアの父）を異形化させ家を没落させた張本人である。密かにペインリングとインセストを集めており、世界征服をもくろみ、教団に対し謀反を起こす。
テリオス・セントギルダ（声：神田朱未）
臥天使。見た目は少年のようであるが実はかなりの高齢の老人である。全盛期はかなりの魔力を持っていたようで古代の世界大戦「慟哭の555日戦争」では最前線で戦った経歴を持つ。十審将の中で序列はかなり上である。
天使の中には後天的に翼の数が増える者がおり、彼はその事態を防ぐため自ら成長を抑制していると思われる。
ベイル・ペレンデール（声：神谷浩史）
熾天使。没落貴族ペレンデール家の出身で、翼を六枚持つ「規格外」である。その為か、その魔力はかなりのものでいくつものペインリングを使いこなすことが出来る。テリオスの後見によって再び家名を上げることができたものの、すぐに激高してしまうなど性格に難があり、任務を完全に遂行できないことが多々あるためもあって、あまり立場は良くない。

##### その他の天使
グリシナ・ウーデン（声：永島由子）
レッド・ムフロンの副官でキボートス島に派遣されてきた天使の一人。その際、自身の顔に傷をつけられカインを憎んでいる。それまで、自らの完全な美しさのみを拠り所としていたために、その怒りは深い。
書類上の性別は男となっているものの実は中性体（規格外の一種）。
ベイルに想いを寄せている。
後半でカインに倒される。
シリア（声：泉久実子）
ベイルの妹。四枚の翼を持つ「規格外」の天使。街で花売りをしていたが、リリスを守るために教団を離反して仲間になる。
リプサリス・サファイア（声：野中藍）
盲目の天使。ルビエルに拾われ、その副官を務める。特殊な人形で目が見えないのを補っている。瞬間移動やインセストの感知など、その能力は多彩。
ラス（声：斎賀みつき）
ドラマCDのオリジナルキャラクター。本来優秀な天使兵なのだが、戦いのとき以外はまるで駄目なダメ社員。
セフ（声：安田美和）
「ダリア・ビアー」2階にて音楽を奏でる片翼の天使。ゲーム中はこれといった活躍はなかったが、ドラマCDでは重要キャラクターに含まれている。

##### 僧兵・秘書官
ステイエン（声：吉原ナツキ）
カルディアの妹でキロタの姉。書の配布などの下働きをしている下級僧兵。クレイスの部下。
両親を悪魔に殺されて以来、悪魔に対して嫌悪感を抱く。
クレイス・ラディオン（声：高塚正也）
テリオスの副官。稀代の剣豪でステイエンの師でもある。かつて自らのミスで同僚たちを死なせてしまい、自身も危機に陥ったところをテリオスに助けられ、生き恥に耐えられず自害しようとしたときテリオスの説得によって思いとどまった。二度も助けられたことに感謝し以後絶対の忠誠を誓う。熾天使ベイルとは旧知の友人。
カルディア（声：陰山真寿美）
ベイルの副官で、ステイエン・キロタの姉。責任感が強く、またステイエンやキロタを姉として常に心配している。

#### サイファーパンク
ヴァルトス（声：私市淳）
武装地下組織「サイファーパンク」の創設者で指導者。人望厚く、エクサルを始め多くの構成員の尊敬を集めている。黒羽根を持つが、悪魔でもないようでその詳細は不明。仲間になった際のパラメーターはヨハネから引き継ぐ形になる。
エクサル（声：笹田貴之）
「サイファーパンク」の最年少構成員。楽観的な言動が多いものの、かなり知的な青年。子供の頃、教団による「異端粛正」によって妹を含む家族を失い、体にひどい火傷の痕が残っている。ヴァルトスはその時の命の恩人であり、他の団員以上に誰よりも慕っている。牛乳と幽霊の類が大の苦手だが、背を伸ばすため「ダリア・ビアー」ではいつも牛乳を注文している。
ダリア（声：竹田佳央里）
居酒屋「ダリア・ビアー」の女主人。未成年にはミルクを出す。バーを経営しながら情報収集している。現役時代は凄腕のナイフ使いで「真紅のトゲ」等様々な二つ名で呼ばれた経歴を持ち、第一線を退いた今もなおかなりの戦闘能力を持つ。「おばさん」と呼ばれると怒る。

#### インセスト
キロタ（声：牧島有希）
カルディア・ステイエンの弟。幼いながら聡明な少年。
リリス（声：西野陽子）
シリアとルカを姉のように慕っている少女。純粋なところが時にストーリーに影響を及ぼすことも。目標はルカのような「冷血な孤高の女」になること。ストーリー終盤、離脱したルカのパラメーターを全て受け継ぎ、武器もルカと同じ鞭に持ち変える。

#### 悪魔族

##### カルヒン族
ルカ（声：水樹奈々）
訳あってアラギを追っている女悪魔。ぶっきらぼうな性格に似合わず、趣味は料理。見た目は見られたものではないが、味はなかなかのもの。「冷血のルカ」という二つ名を持つ。黒羽根特有の病である「渇き」に冒されており、残された時間は少ない。本来奔放な生き方を求める彼女がアラギを追跡する任務を引き受けたのは、パスカのペインリングの封印の地にザイオンとアラギを誘ったのが彼女だからである。
ストーリー終盤、パラメーターを全てリリスに受け渡す形で戦線離脱する。
ザイオン（声：中井和哉）
ルカの幼なじみで物静かな悪魔。ルカに想いを寄せており、その治療法をめぐって葛藤する。大きな斧を操る。そのパワーは凄まじく、「百人斬りのザイオン」という二つ名を持つ。意外にも絵の才能があるらしい。
ウンダ（声：竹田佳央里）
カルヒン族の長老。飄々としているが、かなり強かな性格。現存する最古の悪魔で、彼女の血を引いていない悪魔はまずいないとか。アラギの育ての親。
ソリュウ（声：高橋裕吾）
ルカ、ザイオン、アラギの幼なじみでボウガンを操る悪魔。悪魔では珍しく、臆病で争いを好まない温厚な性格。

##### アラギ一派
アラギ（声：野島健児）
ペインリング、インセストを集めて回る謎の悪魔。非常に残忍な性格で、女子供も関係なく容赦なく殺す。カルヒン族のペインリング「パスカのペインリング」を奪い逃走した為、ルカ、ザイオンの追跡を受ける。ペインリングによって異形化させた悪魔パスカを操る。
中盤でアベルに裏切られ、殺害されてしまい、ペインリングを奪われてしまった。しかし終盤で復活し、展開によってはアベルの身体を乗っ取り、ラストボスとなる。
アベル（声：福山潤）
カインによく似た黒羽根の少年。大剣を操る。似ているのは姿のみで、言動はかなり違う。過去の記憶を封印したカイン（と、ヨハネ）を憎らしく思っている。その正体はカインがかつて持っていた暴力的な闇の人格が具現化したペインキラー。憎しみがその力の源。インセストの力を吸収しないと存在が維持できないようで、教団の施設に出没してはインセストを強奪している。
展開によってはラストボス「ファントムコア」としてカインの前に立ちはだかる。ファントムコア撃破後に元の姿に戻って戦闘が続行するが、より良い結末を迎える為には倒す以外の方法を取らなければならない。
レア（声：斉木美帆）
アベルにいつも付き従っている「インセスト」の少女。アベルの憎しみの心を癒そうとしていく。髪型と髪の色がマティアに似ている。

#### サーカスの面々・その他
プラン（声：新千恵子）
サーカス団、ネキンターカネル(Necinterchanel)団の看板娘兼団長代行。常にテンションが高くおっちょこちょいな性格。パニックに陥ると「ニャアア」という奇怪な叫び声を発する。
フライ（声：佐々木亜紀）
いつもボーっとしていて何かを食べている不思議系な少年。プランの弟でブラックな一面も持っている。怒ると饒舌になる。
クッタ（声：平井啓二）
カインをライバル視している謎の悪魔族の男。呪いによっておかしな姿に変えられた。作品の中でも数少ないギャグ系のキャラクター。一人称は「クッタ様」。ぶつかった人の持ち物をスってしまうというかなり手癖の悪い男。ひげを馬鹿にされると激怒する。

### 世界観
メフィスト・フェレス誕生（1作目で神話として語られる時代）よりも遥か昔。
この世界には、天使と呼ばれる白羽根族、悪魔と呼ばれる黒羽根族、そして翼なき種族ヒトという3種類の「人間」が存在している。
世界は古の大戦、悪魔と天使の衝突「慟哭の555日戦争」に天使が勝利して以来天使の殆どがプロデヴォン教団という組織に属し、世界を支配している。大戦に敗れた悪魔達は何処かへと去ったが、時々姿を現してはヒトを殺している。このため翼をもたないか弱き人々は教団にすがっている。
翼は魔力の源であり、天使・悪魔共に翼の付け根に傷を負うと、発狂するほどの痛みに襲われる。また魔力の源たる翼の枚数が多ければ多いほど強い。しかし天使は翼の枚数の多い4翼、6翼を持つ者達を「神の定めた以上に力を欲する者」とし、「規格外」と呼び認めようとしない。片翼や障害者もまた、「弱者」として認めない。規格外と弱者は、天使社会で生きていくことが難しいのである。

### 戦闘
前作までと異なり、BPは廃止されている。戦闘不能になったユニットもその場に倒れるのではなく『サモンナイト』同様に消滅するようになっている（雑魚敵などは白骨化する、といった具合に演出が異なる場合がある）。また、今作は前作までと比べると敵の思考も複雑になっており、移動せずにこちらを待ち受けたり、アイテムで攻撃や回復を行なうといった高度な戦術を取るようになっている。

#### ペインリング
本作は新要素として「ペインリング」が登場する。何種類ものリングが存在し、装備したリングに応じてスキルを行使することが出来る。中には召喚系のリングも存在し、「ペインキラー」と言う特殊な存在を召喚することが可能である。ただし、サモンナイトの召還獣のように即時発動するわけでもユニットとして出現するわけでもない。
召喚されたペインキラーは一定時間場に留まるため、その間のみ普段は使用不可能なリングの能力（召喚されているペインキラーの力が必要な能力）を引き出すことが出来る。能力を発動させるとペインキラーが場に留まれる時間が減少する。中には「コラボレーション攻撃」という、術者とペインキラーが合体して攻撃する技もあり、種類によっては一撃でフィールド上の敵全てにダメージを与えることすら可能である。
このシステムはなかなか難解であり、説明書を読んだだけでは理解が難しいためか、公式サイトに詳細な説明が記載されていた。また、ペインキラーを発動させた時にはペインリングから「JACK IN」「CHAOS FUSION」「DROP OUT」など、その機能に応じたアナウンスが流れる（音声は実際に外国人声優により収録されている）。

#### ラーニング
特定のキャラはペインリングを装備出来ない。従って、スキルを自由に使うことが出来ないが、別のユニットの持っているスキルをラーニングすることが出来る。ラーニング可能なスキルを取得しているユニット（敵含む）に隣接すると、そのスキルを一時的に使用可能になり、何度も使用して熟練度を一定値まで上げれば習得出来る。

## 関連商品
- ノベライズ版
  - ブラックマトリクス ISBN 4-8402-1366-6（電撃文庫）
- 攻略本
  - ソフトバンククリエイティブ
    - ブラックマトリクス 公式ガイドブック ISBN 4-7973-0684-X
    - ブラックマトリクス・アドヴァンスト 公式ガイド ISBN 4-7973-1108-8
    - ブラックマトリクスクロス公式ガイド ISBN 4-7973-1495-8
    - ブラックマトリクス2 公式ガイド ISBN 4-7973-1969-0
    - ブラックマトリクス・ゼロ 公式ガイド ISBN 4-7973-2162-8
    - ブラックマトリクス・ダブルオー 公式ガイド  ISBN 4-7973-2775-8
- コミックアンソロジー
  - ソフトバンククリエイティブ
    - ブラックマトリクスアンソロジーコミック ISBN 9784797308594
    - ブラックマトリクスアンソロジーコミック 2 ISBN 9784797310184
    - ブラックマトリクスADアンソロジーコミック ISBN 9784797312478

  - DNAメディアコミックス
    - ブラックマトリクスコミックアンソロジー ISBN 9784921066079
    - ブラックマトリクスコミックアンソロジー 2 ISBN 9784921066130
    - ブラックマトリクス4コマKINGS ISBN 9784921066109
    - ブラックマトリクス4コマKINGS 2 ISBN 9784921066154
    - ブラックマトリクスアドヴァンストコミックアンソロジー ISBN 9784921066307
    - ブラックマトリクス2 コミックアンソロジー ISBN 9784758000505
- サウンドトラック
  - ブラックマトリクス サウンドコレクション